# بيلي ستارك
بيلي ستارك (بالإنجليزية: Billy Stark)‏ (27 مايو 1937 بغلاسكو في المملكة المتحدة - ) هو لاعب كرة قدم بريطاني في مركز الهجوم. لعب مع كولتشستر يونايتد ونادي تشيسترفيلد ونادي رينجرز ونادي كارلايل يونايتد ونادي كرو ألكساندرا ونادي لوتون تاون ونيوبورت كونتي وماتلوك تاون ‏ ونادي بوسطن يونايتد.